# Blanche
『Blanche』（ブランシュ）は、浜田麻里の18枚目のアルバム。ポリドールから2000年2月23日に発売された。

## 制作
前作『Philosophia』（1998年）以来1年4か月ぶりの作品となった本作は、全体を通してリズムトラックが打ち込み主体になっているほか、浜田が手がけたヴォーカルパートが多重録音によるハーモニーによって、より一層強調されている。また、今作を以てポリドールから発表した最後の作品となった。
制作面では、前作のトラブルが尾を引いており、まったく身に覚えのない悪い噂を立てられ、浜田より年上でレコード会社の管理職に、初対面にも関わらず「あなた評判悪いね」と浜田本人に直接言われたりなど環境は最悪だったという。だが、唯一浜田を味方していてくれたポリドールで一番優秀だったという女性社員を担当として起用し、彼女と2人で制作にとりかかった結果、当時の浜田は完全に肝は据わっていた状況で、まったく動じてなかったと懐古している。また、「全員が反旗を翻したというのとはちょっと違うんですね。だから、心の繋がりが消滅した社員を抱えていく憂鬱が消えて、背負っていたものを下ろせたとも言えるんです」とも語っている。楽曲に関しても、世の中の不条理へのストレスが歌詞に出ており、当時のファンクラブ会報を浜田が目にした際、新年の挨拶が怒りに満ちていた内容だったという。
これらの影響もあり、今作を制作に取り掛かる際、内省からエネルギーが少し外へ向き始めた感じとふり返り、「やるぞ！」と意気込んで状態で、レコーディングや予算組みまで、すべて浜田が取り仕切り、ドラムパートは、日本で打ち込みの作業を行い、残りはアメリカで進めるという変則的な形で行われた。その結果、完成したときはすごく達成感があったという。

## 批評
| 専門評論家によるレビュー | 専門評論家によるレビュー |
| レビュー・スコア         | レビュー・スコア         |
| 出典                     | 評価                     |
| ------------------------ | ------------------------ |
| CDジャーナル             | 否定的                   |

『CDジャーナル』は、浜田の歌唱力に関して「とにかく歌の“巧い”歌手である」と肯定的ではあるものの、楽曲に関しては、歌唱力のみが前面に押し出し過ぎていることを指摘したうえで「その事実が何よりも突出している点のみ問題か」とヘヴィメタル色が薄いことを含めて、サウンド的には否定的な評価をしている。

## 収録曲
| 全作詞: 浜田麻里。 |                                       |           |                     |                               |      |
| #                  | タイトル                              | 作詞      | 作曲                | 編曲                          | 時間 |
| 1.                 | 「Still with you」                    | 浜田麻里  | 大槻啓之            | 大槻啓之 with 浜田麻里        | 5:37 |
| 2.                 | 「Millenia」                          | 浜田麻里  | 樹風桂              | 増田隆宣 with 浜田麻里        | 5:12 |
| 3.                 | 「Long Way for Longing」              | 浜田麻里  | 藤井陽一 & 浜田麻里 | 藤井陽一 with 浜田麻里        | 5:19 |
| 4.                 | 「L'Image」                           | 浜田麻里  | 藤井陽一 & 浜田麻里 | with 浜田麻里                 | 4:11 |
| 5.                 | 「Insomnia -Innocence in Daydreams-」 | 浜田麻里  | 大槻啓之            | 大槻啓之 with 浜田麻里        | 6:01 |
| 6.                 | 「Tricky World」                      | 浜田麻里  | 藤井陽一 & 浜田麻里 | with 浜田麻里                 | 4:50 |
| 7.                 | 「White Lies」                        | 浜田麻里  | 増崎孝司            | 増崎孝司 with 浜田麻里        | 4:14 |
| 8.                 | 「Wonderful Life」                    | 浜田麻里  | 大槻啓之            | 大槻啓之 with 浜田麻里        | 5:37 |
| 9.                 | 「Regret」                            | 浜田麻里  | 藤井陽一 & 浜田麻里 | 浜田麻里 with 藤井陽一        | 5:30 |
| 10.                | 「Broken Glass」                      | 浜田麻里  | 藤井陽一 & 浜田麻里 | with 浜田麻里                 | 5:13 |
| 11.                | 「Blanc」                             | 浜田麻里  | 大槻啓之 & 浜田麻里 | Robbie Buchanan with 浜田麻里 | 4:09 |
| 合計時間:          | 合計時間:                             | 合計時間: | 合計時間:           | 55:53                         |      |

## 参加ミュージシャン
- All Vocals : Mari Hamada

| Still with you - E.Guitar : Hiroyuki Otsuki, Michael Landau - A.Guitar : Hiroyuki Otsuki - Keyboards : Kevin Savigar - Bass & Programming : Hiroyuki Otsuki Millenia - E.Guitar : Michael Landau - A.Guitar : Dean Parks - Keyboards & Programming : Hiroyuki Otsuki - Programming Assist : Masafumi Nakao - Additional Keyboards : Kevin Savigar Long Way for Longing - E.Guitar : Michael Landau - A.Guitar : Dean Parks - Keyboards : Kevin Savigar - Percussion : Luis Conte - Programming : Youichi Fujii L'Image - E.Guitar : Michael Landau - A.Guitar : Dean Parks - Keyboards : Akira Onozuka, Kevin Savigar - Programming : Akira Onozuka Insomnia -Innocence in Daydreams- - E.Guitar : Michael Landau - A.Guitar : Hiroyuki Otsuki - Keyboards : Kevin Savigar - Bass & Programming : Hiroyuki Otsuki | Tricky World - E.Guitar : Michael Landau, Takashi Masuzaki - Keyboards : Kevin Savigar - Programming : Masafumi Nakao White Lies - E.Guitar : Michael Landau, Takashi Masuzaki - A.Guitar : Takashi Masuzaki - Bass : Leland Sklar - Keyboards : Kevin Savigar - Percussion : Luis Conte - Programming : Masafumi Nakao Wonderful Life - E.Guitar : Michael Landau - Keyboards : Kevin Savigar - Bass & Programming : Hiroyuki Otsuki Regret - E.Guitar : Michael Landau - A.Guitar : Dean Parks - Bass : Leland Sklar - Percussion : Luis Conte - Programming : Youichi Fujii Broken Glass - E.Guitar : Michael Landau - Keyboards : Kevin Savigar, Akira Onozuka - Programming : Masafumi Nakao, Youichi Fujii Blanc - A.Guitar : Dean Parks - Keyboards & Programming : Robbie Buchanan |

## メディアでの使用
| # | 曲名         | タイアップ                                                | 出典  |
| - | ------------ | --------------------------------------------------------- | ----- |
| 2 | 「Millenia」 | FBS・NTV系全国ネット『ZZZ所的蛇足講座』オープニングテーマ | [ 4 ] |

## リリース日一覧
| 地域 | リリース日    | レーベル                            | 規格   | 規格品番  | 概要                                                | 順位 |
| ---- | ------------- | ----------------------------------- | ------ | --------- | --------------------------------------------------- | ---- |
| 日本 | 2000年2月23日 | ポリドール                          | CD     | POCH-1937 | 廃盤                                                | 35位 |
| 日本 | 2014年1月15日 | ユニバーサルミュージック／USM JAPAN | SHM-CD | UPCY-6801 | デジタル・リマスタリング / 30周年記念高音質SHM-CD化 | -    |